# 波赫丹尼夫卡 (克列梅涅茨區)
50°2′24″N 25°36′13″E / 50.04000°N 25.60361°E
波赫丹尼夫卡（烏克蘭語：Богданівка），是烏克蘭的村落，位於該國西部捷爾諾波爾州，由克列梅涅茨區負責管轄，始建於1600年，面積8.4平方公里，2001年人口416，人口密度每平方公里49.5人。